# Nothomastix pyranthes
Nothomastix pyranthes là một loài bướm đêm trong họ Crambidae.